# Marcus Wiebusch

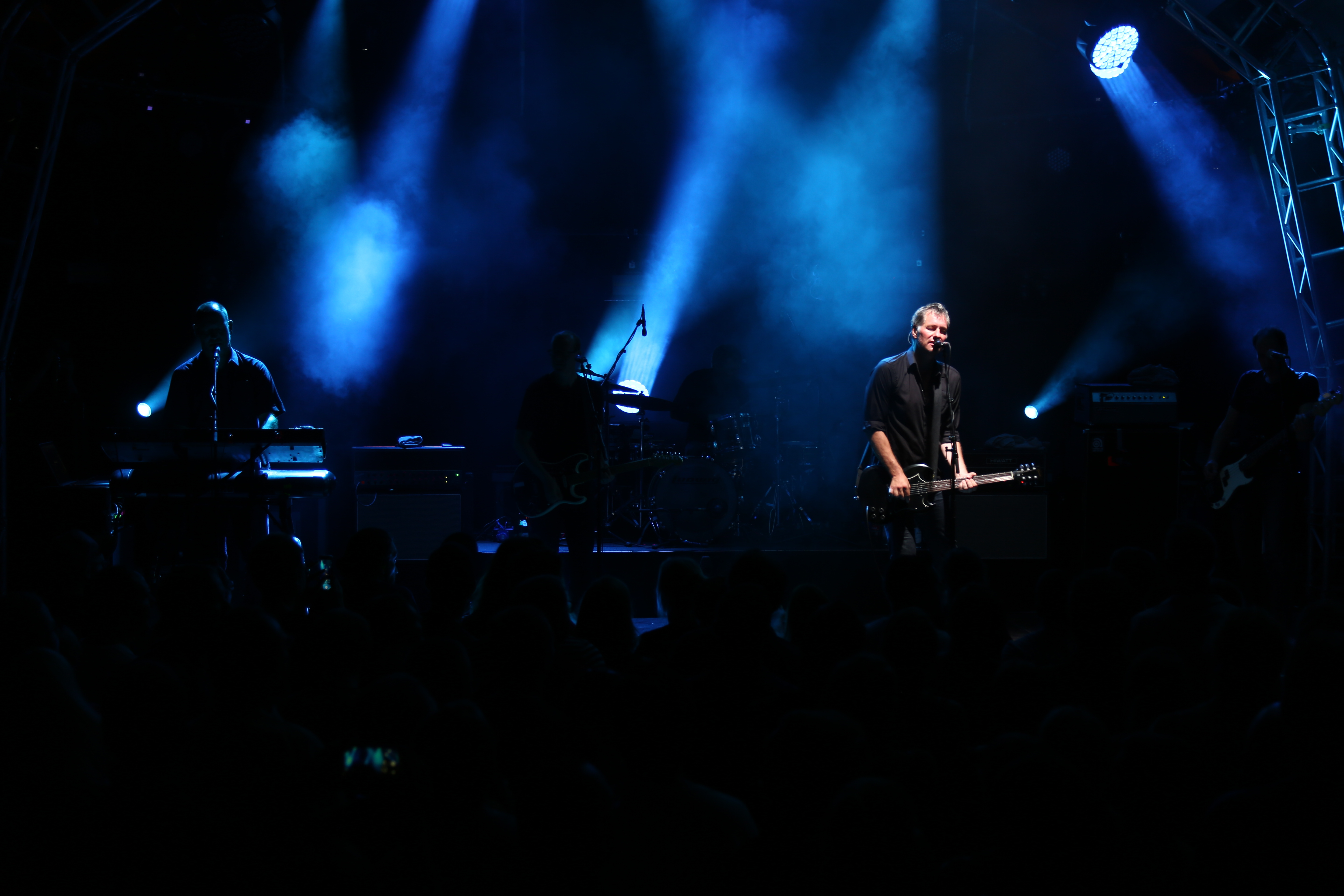
Marcus Wiebusch 2018

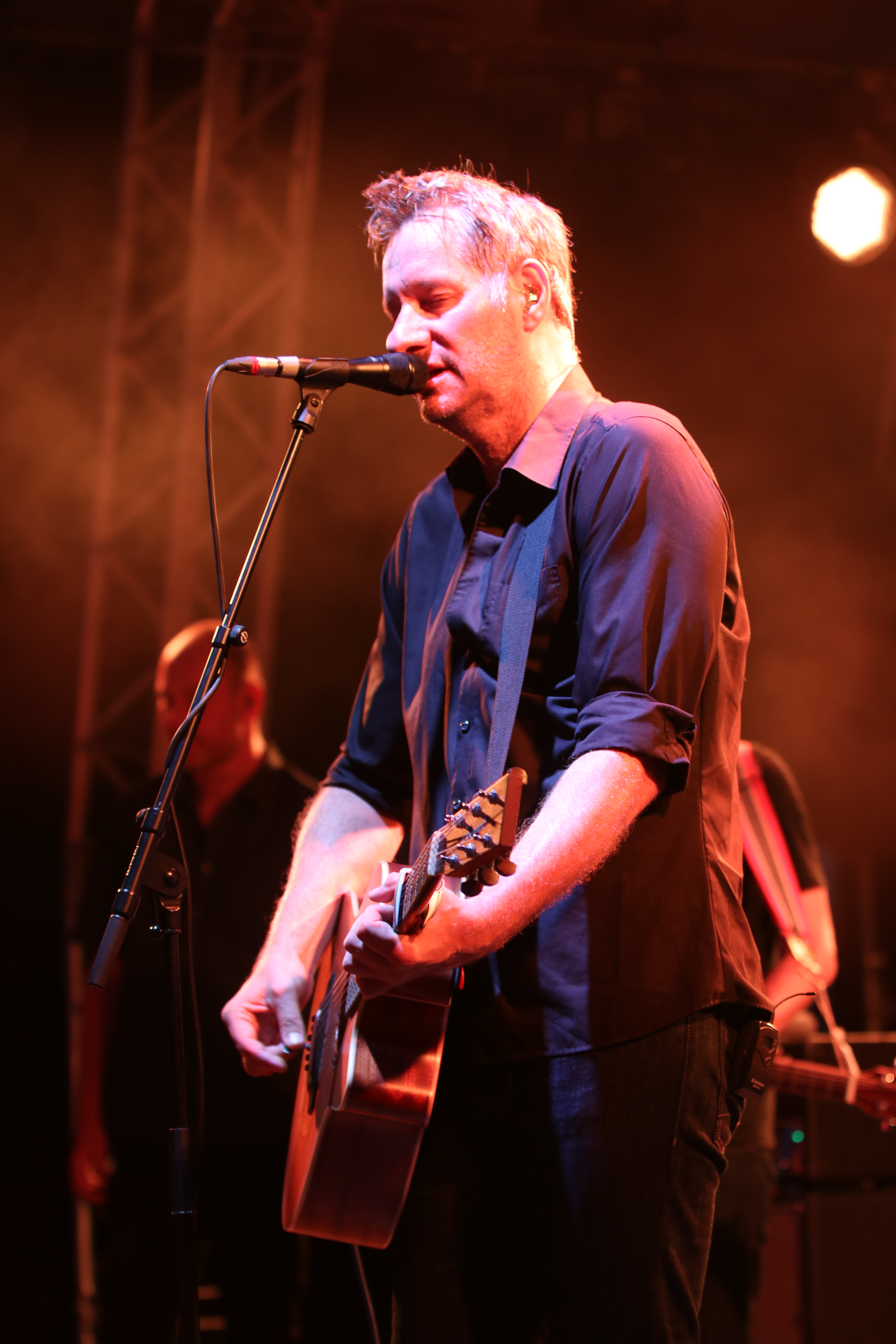
Marcus Wiebusch 2018

Marcus Wiebusch (* 19. Juli 1968 in Heidelberg) ist ein deutscher Sänger, Gitarrist und Songwriter. Er wurde als Frontmann der Indie-Rock-Band Kettcar und Mitgründer des Independent-Labels Grand Hotel van Cleef bekannt.

## Leben
Seine Anfänge in der Musik machte Marcus Wiebusch in den Punkbands Die vom Himmel fielen und Utell a Lie, die aber eher Nebenprojekte der politischen Punkband …But Alive waren, in der er von 1991 bis 1999 als Sänger, Gitarrist und Songwriter aktiv war. Noch während seiner Zeit bei …But Alive produzierte er im Jahr 1994 sein als Kassette veröffentlichtes Soloalbum Hippiekacke, mit dem er aber unzufrieden gewesen sein soll. Im selben Jahr schrieb er den Text für den Song Aufrecht gehen von Slime. 1995 stieg er außerdem in die Hamburger Ska-Band Rantanplan ein, in der er ebenfalls als Gitarrist, Sänger und Songwriter mitwirkte. Im selben Jahr gründete er sein eigenes Label B.A. Records, auf dem in den folgenden Jahren Bands wie Tomte, Rantanplan, The Weakerthans und …But Alive ihre Platten veröffentlichten. Im Jahr 1996 organisierte er die erste Europatour der kanadischen Punkband Propagandhi.
Nach der Auflösung von …But Alive im Jahr 1999 blieb er noch kurz bei Rantanplan, stieg dann aber auch dort aus und gründete im Jahr 2001 zusammen mit Bassist Reimer Bustorff, der ebenfalls Rantanplan verlassen hatte, die Indie-Rock-Band Kettcar. Mit Kettcar veröffentlichte Wiebusch bisher die Alben Du und wieviel von deinen Freunden (2002), Von Spatzen und Tauben, Dächern und Händen (2005), Sylt (2008), Zwischen den Runden (2012), Ich vs. Wir (2017) sowie "Gute Laune ungerecht verteilt" (2024).
2003 beendete Wiebusch ein Studium der Erziehungswissenschaften mit einer Diplomarbeit zum Thema Die Bedeutung populärer Musik für die Entwicklung Jugendlicher und die Chancen für die Jugendkulturarbeit.
Sein eigenes Plattenlabel B.A. Records ließ er nach dem Ende von …But Alive in das zusammen mit Thees Uhlmann (Tomte) und Reimer Bustorff gegründete Label Grand Hotel van Cleef aufgehen. Er gilt als der Entdecker von Uhlmann/Tomte und Olli Schulz. Schulz brachte er das Gitarrespielen bei, nahm ihn bei Grand Hotel van Cleef unter Vertrag und führte Regie bei den Musikvideos Der Moment und Die Ankunft der Marsianer. Zudem gilt er als Entdecker von Death Cab for Cutie und The Weakerthans für den deutschen Markt.
In dem Film Keine Lieder über Liebe (2004) spielte Wiebusch den Gitarristen der für den Film gegründeten Hansen Band. Er war Musiksupervisor des Films, stellte die Band zusammen, komponierte den Soundtrack mit und war der Gesangscoach von Jürgen Vogel, der im Film den Sänger der Hansen Band darstellt. Zum Filmstart im Herbst 2005 gab es auch eine einmalige Konzerttournee der Hansen Band.
2006 nahm Marcus Wiebusch mit Fettes Brot, Bela B. und Carsten Friedrichs von der Band Superpunk das Stück Fußball ist immer noch wichtig! auf.
Zum Record Store Day 2013 erschien am 19. April 2013 die EP Hinfort! Feindliche Macht auf Vinyl und in digitaler Form.
Wiebuschs Solo-Debütalbum Konfetti erschien am 18. April 2014. Aus dem Titel Der Tag wird kommen entwickelte er einen per Crowdfunding finanzierten Kurzfilm, der sich dem Thema Homophobie im Fußball widmet. Der Film löste ein mediales Echo aus und wurde allgemein sehr positiv aufgenommen. Am Dreh waren auch Fangruppen mehrerer Fußballclubs beteiligt.
Am 26. November 2014 gewann Wiebusch den Hamburger Musikpreis Hans gleich zweimal. Er wurde geehrt in den Kategorien „Künstler des Jahres“ und erhielt die Auszeichnung „Song des Jahres“ für Der Tag wird kommen.

## Diskografie

### Alben
- 2014: Konfetti

### EPs
- 2013: Hinfort! Feindliche Macht

### Singles
- 2014: Was wir tun werden

## Auszeichnungen
- 2014: HANS – Der Hamburger Musikpreis – Hamburger Künstler des Jahres
- 2014: HANS – Der Hamburger Musikpreis – Song des Jahres